# كورة (تقسيم إداري)

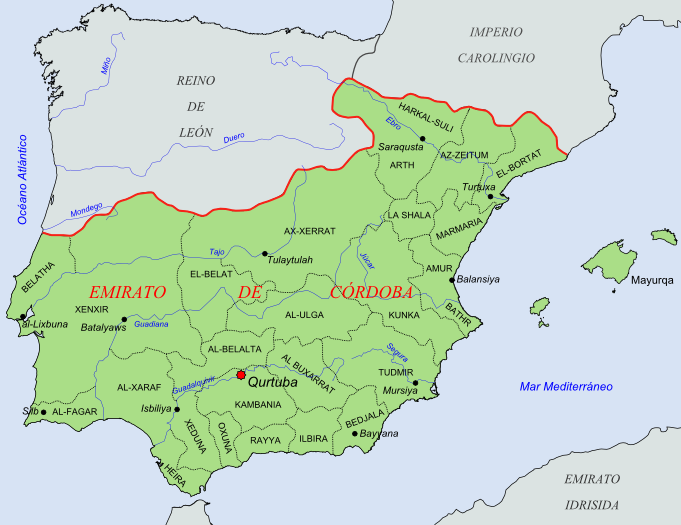

الكورة هي مصطلح استخدمه المسلمون لوصف الوحدات الإدارية السياسية التي كان يُطلق عليها لفظ «Nome» في المناطق التي كانت تخضع للرومان، وهي وحدات إدارية أصغر من المحافظات وأكبر من المراكز المعاصرة.
وكلمة كورة معربة أصلها يوناني (بالإغريقية: χώρα)‏، (باللاتينية: chora) بمعنى الإقليم والمقاطعة في أوراق البردي العربية. والكورة ليست هي الباجارشي تمامًا، لأن الكورة تطلق على الوحدة الإدارية بصفة عامة، أما الباجارشي فهي وحدة إدارية دينية. كذلك أبقى العرب على أسماء هذه الوحدات نقلًا عن أصلها القبطي الذي أخذ عن الأصل الفرعوني (وليس الروماني أو اليوناني)، وذلك بعد أن حرفوا بعضها وترجموا بعضها الآخر بما يتفق مع اللغة العربية.
ذكر ابن دقماق في كتابه «الانتصار لواسطة عقد الأمصار» أن كور الوجه البحري وعددها 33 كورة، شملت كور الحوف الشرقي، وهي:
1. كورة عين شمس
2. كورة أتريب
3. كورة تمى
4. كورة بنا
5. كورة بسطة
6. كورة طرابية
7. كورة فربيط
8. كورة صا
9. كورة الفرما
10. كورة العريش

وكور بطن الريف، وهي:
1. كورة بوصير بنا
2. كورة سمنود
3. كورة نوسا
4. كورة الأوسية
5. كورة النجوم
6. كورة دقهلة
7. كورة تنيس
8. كورة دمياط

وكور الجزيرة من أسفل الأرض، وهي:
1. كورة دمسيس
2. كورة منوف
3. كورة سخا
4. كورة بقيرة
5. كورة البشرود

وكور الحوف الغربي، وهي:
1. كورة صا
2. كورة شباس
3. كورة البتنون
4. كورة الخيس والشراك
5. كورة خربتا
6. كورة قرطسا
7. كورة مصيل
8. كورة إخنا
9. كورة رشيد
10. كورة البُحيرة، وتشمل (الإسكندرية ومريوط ولوبية ومراقية)

أما كور الوجه القبلي فعددها 22 كورة وهي:
1. كورة أوسيم
2. كورة منف
3. كورة الشرقية (وهي بلاد الأطفيحية)
4. كورة الفيوم
5. كورة أبو صير
6. كورة ديلاص
7. كورة أهناس
8. كورة القيس
9. كورة البهنسا
10. كورة بويط
11. كورة طحا وحيز شنودة
12. كورة أعلى الأشمونين
13. كورة أسفل الأشمونين وأنصنا
14. كورة منفلوط
15. كورة سيوط
16. كورة قهقوة
17. كورة الدير وأبشايه
18. كورة أخميم
19. كورة هو وفاو وقنا ودندرة
20. كورة قفط والأقصر
21. كورة إسنا وأرمنت
22. كورة أسوان